# Wohl-Ziegler-reactie
De Wohl-Ziegler-reactie is een organische reactie waarin een bromering gebeurt aan de allylgroep in een alkeen. Het is een radicalaire reactie, waarbij een initiator nodig is als bron van vrije radicalen. De reactie geeft de hoogste opbrengst als men N-broomsuccinimide (NBS) gebruikt als bron van broom en koolstoftetrachloride als oplosmiddel. Benzoylperoxide (BPO) of azobisisobutyronitril (AIBN) zijn gebruikelijke initiatoren:
Men kan ook N-broomaceetamide gebruiken. In de plaats van een radicale initiator kan men ook bestraling met ultraviolet licht gebruiken om broomradicalen te genereren.
De reactie is genoemd naar Alfred Wohl en Karl Ziegler.
Een toepassingsvoorbeeld van de Wohl-Ziegler-reactie is de eerste stap in de synthese van cubaan, namelijk de bromering van 2-cyclopentenon (omzetting van 1 naar 2):